# 保祿三世
保祿三世（拉丁語：Paulus PP. III；1468年2月29日—1549年11月10日），原名亞歷山大·法爾內塞（Alessandro Farnese），1534年10月13日當選教宗，同年11月3日即位至1549年11月10日為止。他將英格蘭國王亨利八世逐出教會，推動反宗教改革運動，創立耶穌會，召開特伦特宗教會議。
教宗亞歷山大六世的情婦朱莉婭·法爾內塞是他的妹妹，首任帕爾馬公爵皮埃爾·路易吉·法爾內塞則是他的長子。

## 譯名列表
- 保祿三世：天主教香港教區禮儀委員會：禧年專頁（页面存档备份，存于）、香港天主教教區檔案　歷任教宗、《大英簡明百科知識庫》2005年版[永久]作保祿。
- 保羅三世：《世界人名翻譯大辭典》1993年版作保羅。